# Henry Steedman
Henry Steedman (Edimburgo, 7 de octubre de 1866 - Cheltenham, Gloucestershire; 22 de octubre de 1953) fue un botánico australiano, nacido en Escocia.

## Vida y obra
Aborigen de Escocia en 1866, emigró a Australia Occidental a los 21 años. Fue jardinero jefe en los jardines zoológicos de Perth del Sur (hoy Zoológico de Perth) por muchos años, pero fue despedido a finales de 1920 con el inicio de la Gran Depresión.
A partir de entonces se dedicó a la recolección de semillas y especímenes de plantas nativas. Hizo una serie de expediciones de recolección, incluyendo uno al este de Kalgoorlie con Ivan Carnaby; otra tan al sur de Ravensthorpe, también con Carnaby; y uno a lo largo de la costa oeste de Bunbury a Geraldton.

## Eponimia
Especies
- (Myrtaceae) Melaleuca steedmanii C.A.Gardner[1]
- (Proteaceae) Strangea steedmanii Blakely[2]